# Sport automobile en Allemagne

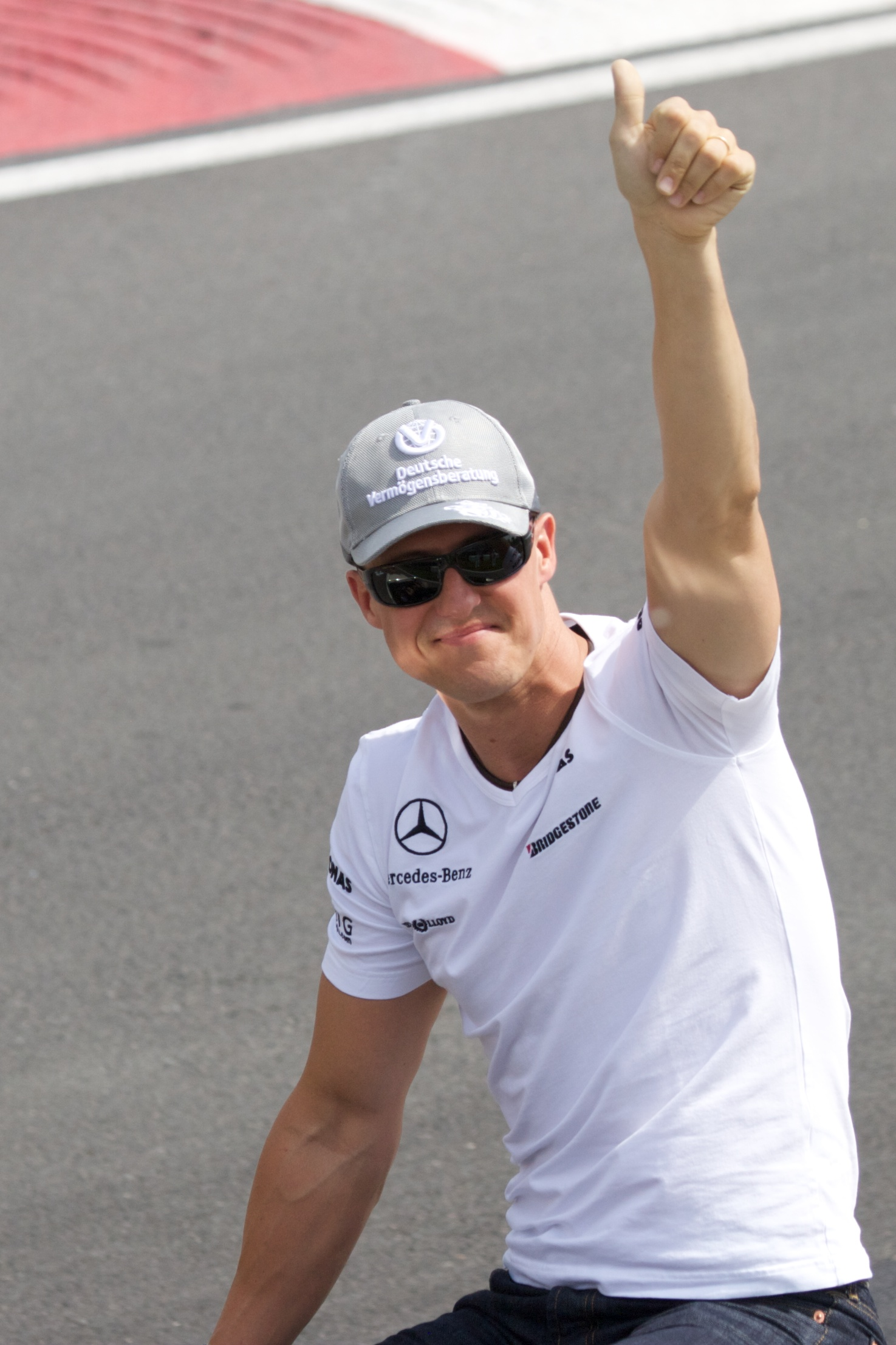
Michael Schumacher, ancien recordman de victoires et septuple champion du monde en Formule 1, concourant pour Mercedes Grand Prix en 2010.

Le sport automobile est un sport populaire en Allemagne.

## Historique

### Les années folles (1919-1939)
La signature du traité de Versailles en 1919 modifie l'économie de l'Allemagne. Parmi les clauses du traité l'Allemagne doit indemniser les Alliés, perd l'intégralité de ses brevets et renonce à son réarmement (blindés, l'artillerie et forces aériennes interdit). L'entreprise BMW doit ainsi se reconvertir et commence à produire des moteurs de motocyclettes, de camions et de voitures. Lors de la seconde moitié des années 1920, la production automobile recommence. Daimler et Benz fusionnent et, sous la direction de Ferdinand Porsche, développent la Mercedes-Benz W01 en 1926. BMW sort la BMW 3/15 en 1929. En 1932, Audi, DKW, Horch et Wanderer fusionnent et donnent naissance à Auto Union. Durant toute cette période la participation aux Grands Prix des pilotes et voitures allemandes est marginale.
En 1925 débute la construction du Nürburgring, l'Allemagne étant un des rares grands pays européens à ne pas être doté d'un circuit permanent. En 1926, le premier Grand Prix d'Allemagne est organisé. Toutefois lors des premières éditions, seuls les pilotes allemands participent. À partir des éditions 1929 et 1930, l'épreuve s'internationalise avec la participation officielle de Bugatti puis d'Alfa Romeo.
Dans les années 1930, les subventions publiques données pour promouvoir la gloire du Reich allemand permettent à Mercedes-Benz et à Auto Union de dominer le sport automobile en Grand Prix. Néanmoins, les épreuves d'endurance comme les 24 Heures du Mans, les Mille Miglia ou le Targa Florio intéressent peu les constructeurs allemands, et restent les lieux d'affrontements des marques italiennes, françaises et britanniques.
À la fin de l'année 1933, Auto Union lance sa Type A, une des premières « Flèches d'Argent », à une époque où la domination des marques italiennes Maserati et Alfa Romeo est incontestable. Dans le même temps, Daimler lance sa Mercedes-Benz W25. Pour leur première apparition dans le championnat, lors du Grand Prix de l'ACF, les marques allemandes sont humiliées. Aucune de leurs voitures ne passent la ligne d'arrivée, les Alfa Romeo (préparées par Enzo Ferrari) terminant aux trois premières places. La première victoire de prestige arrive lors de la Grande Épreuve suivante, lors du Grand Prix d'Allemagne en juillet. À la fin de l'année, Luigi Fagioli et Rudolf Caracciola sur leur Mercedes-Benz W25 remportent le Grand Prix d'Italie, première victoire allemande sur le circuit de Monza. À partir de cette course, toutes les Grandes Épreuves comptant pour le Championnat d'Europe des pilotes sera remportée par Mercedes ou Auto Union jusqu'en 1939. Seule exception, la victoire de Tazio Nuvolari sur Alfa Romeo lors du Grand Prix d'Allemagne 1935 qui « venge » l'affront de Monza de l'année précédente.
Les quatre années de 1935 à 1939, ne verront que la féroce concurrence entre Mercedes et Auto Union. Les pilotes Rudolf Caracciola (surnommé Regenmeister, « Maître de la pluie ») et Bernd Rosemeyer (surnommé Nebelmeister, « Maître du brouillard »), les pilotes phares des deux constructeurs, s'opposent régulièrement. Le premier remporte les championnats 1935, 1937 et 1938, le second, le championnat 1936. Le pilote Hans Stuck se distingue également lors de cette période sur Auto Union. Toutefois le fait que son grand-père soit juif lui cause de nombreux problèmes avec la montée du nazisme.
En janvier 1938, Rosemeyer se tue en tentant de battre les records du kilomètre et du mile lancé.

## Circuits majeurs
De nombreux différents circuits ont été utilisés au cours du temps pour différentes compétitions du sport automobile, rendant célèbres plusieurs circuits : 
- Nürburgring
- Hockenheimring

## Palmarès

### Pilotes allemands champions du monde

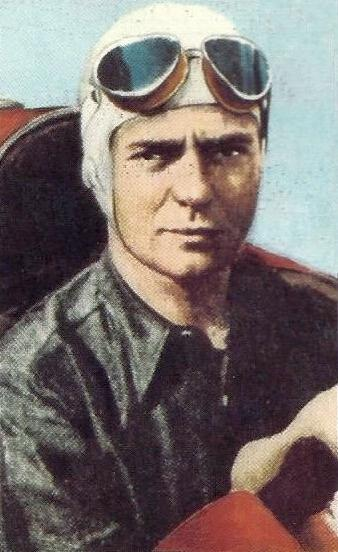
Bernd Rosemeyer : 1 titre en Grand Prix en 1936.
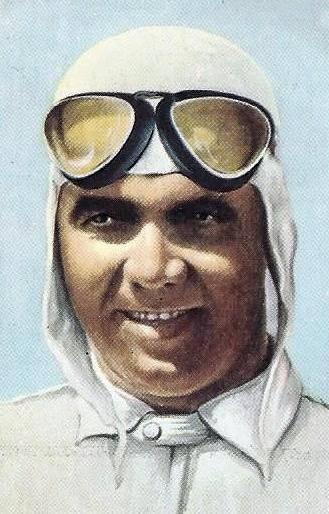
Rudolf Caracciola : 3 titres en Grand Prix en 1935, 1937 et 1938.
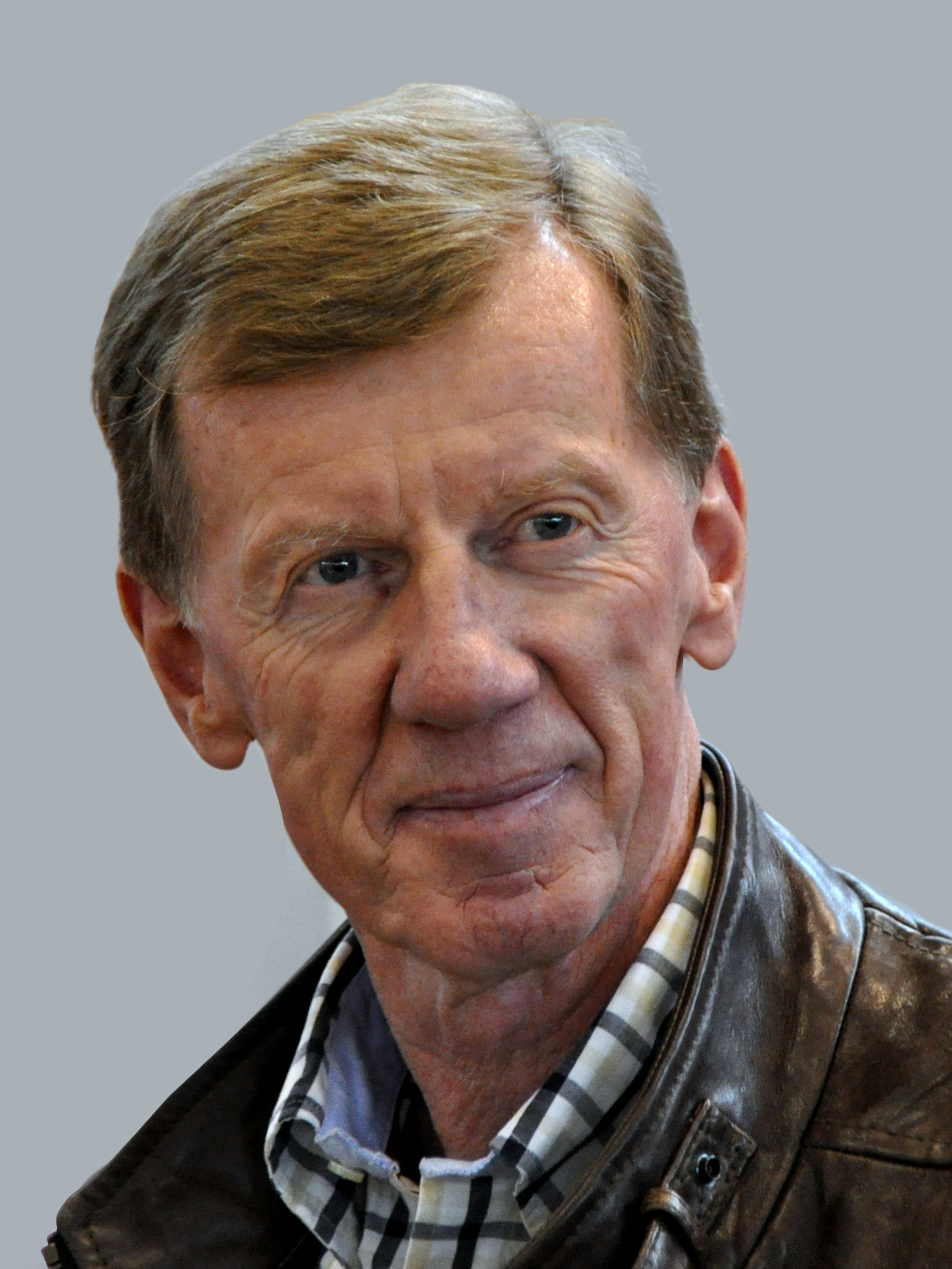
Walter Röhrl : 2 titres en rallye 1980 et 1982.
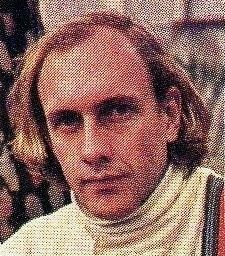
Hans-Joachim Stuck : 2 titres en endurance en 1985 et 1986.
Michael Schumacher : 7 titres en Formule 1 en 1994, 1995, 2000, 2001, 2002, 2003 et 2004.
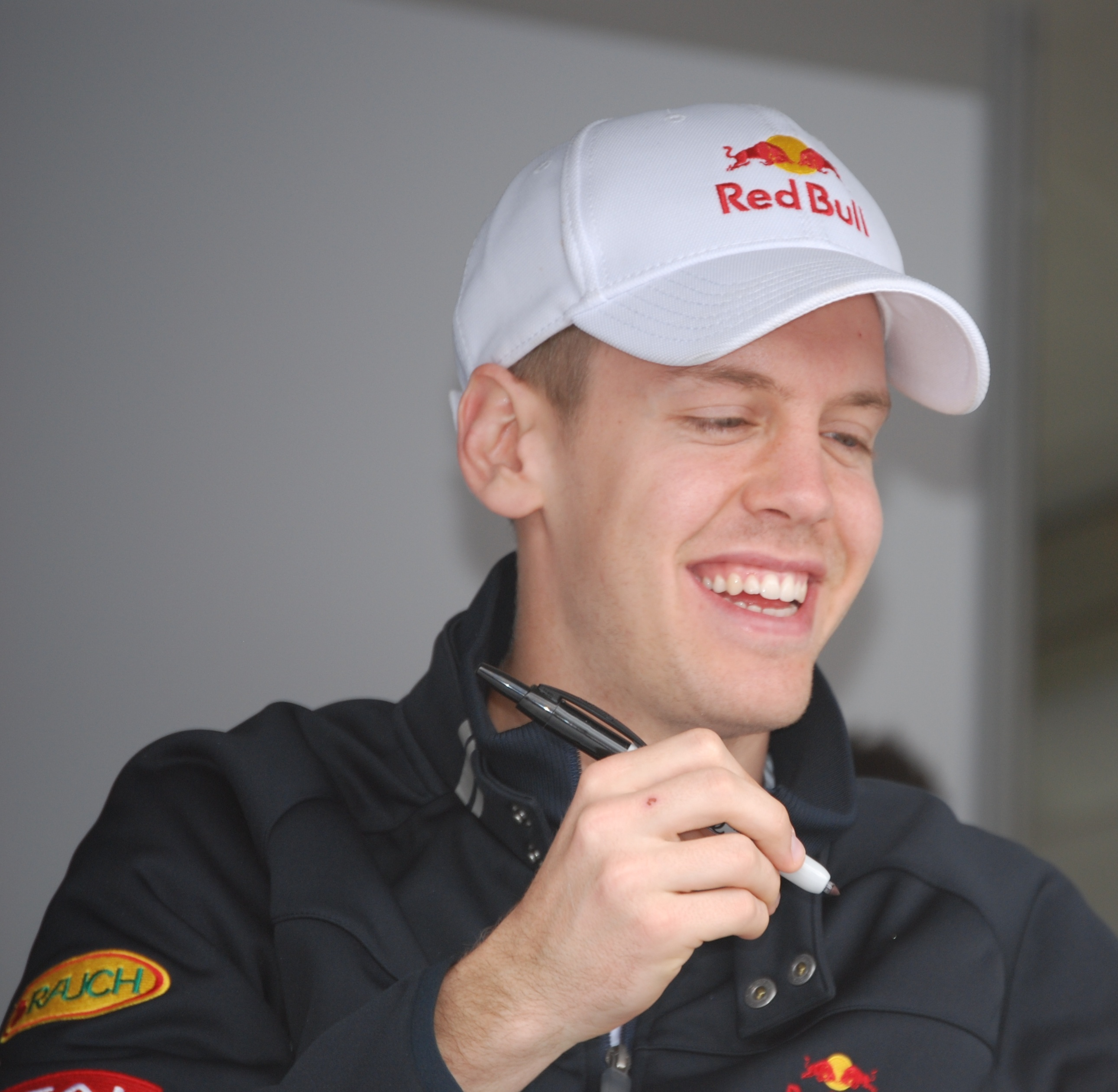
Sebastian Vettel : 4 titres en Formule 1 en 2010, 2011, 2012 et 2013.
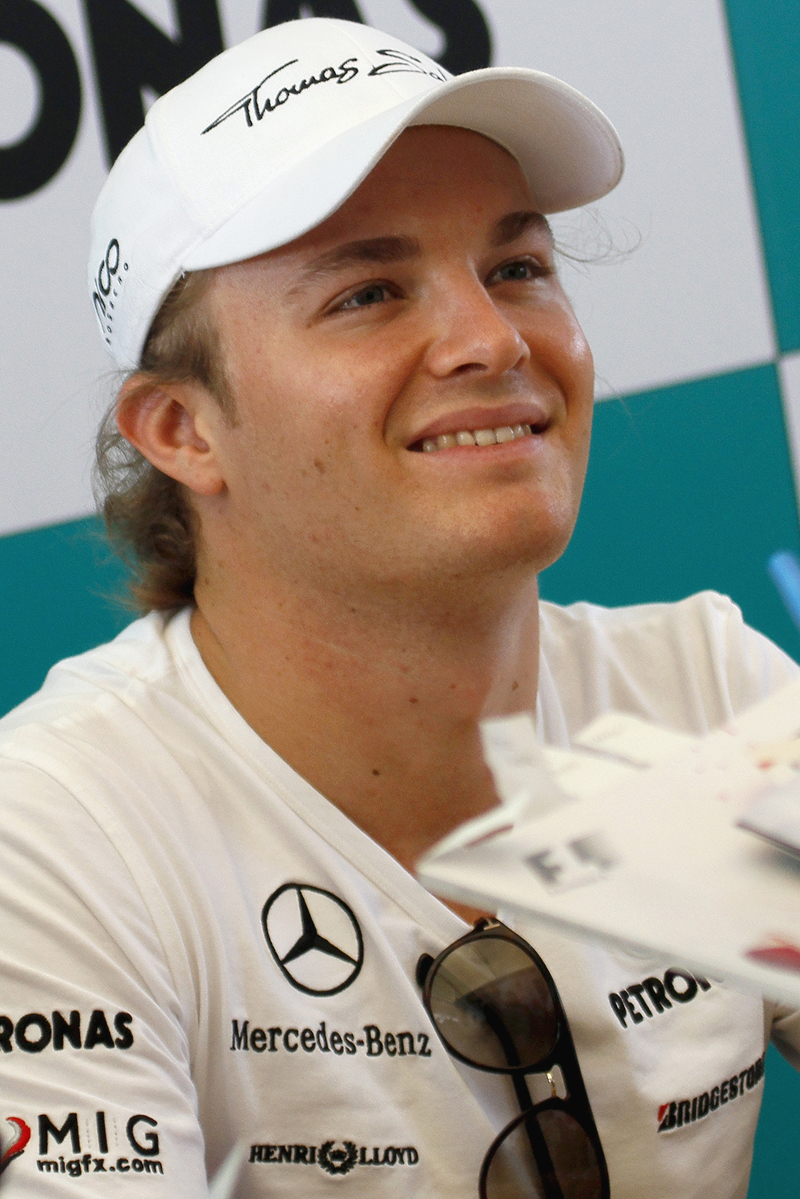
Nico Rosberg : 1 titre en Formule 1 en 2016.

- Hermann Paul Müller : 1 titre en Grand Prix en 1939 (non décerné)
- Stefan Bellof : 1 titre en endurance en 1984
- Michael Bartels : 1 titre en GT en 2010
- Michael Krumm : 1 titre en GT en 2011
- Lucas Luhr : 1 titre en GT en 2011
- Marc Basseng : 1 titre en GT en 2012
- Markus Winkelhock : 1 titre en GT en 2012
- André Lotterer : 1 titre en endurance en 2012
- Timo Bernhard : 2 titres en endurance en 2015 et 2017
- Marc Lieb : 1 titre en endurance en 2016

### Constructeurs et écuries allemands champions du monde

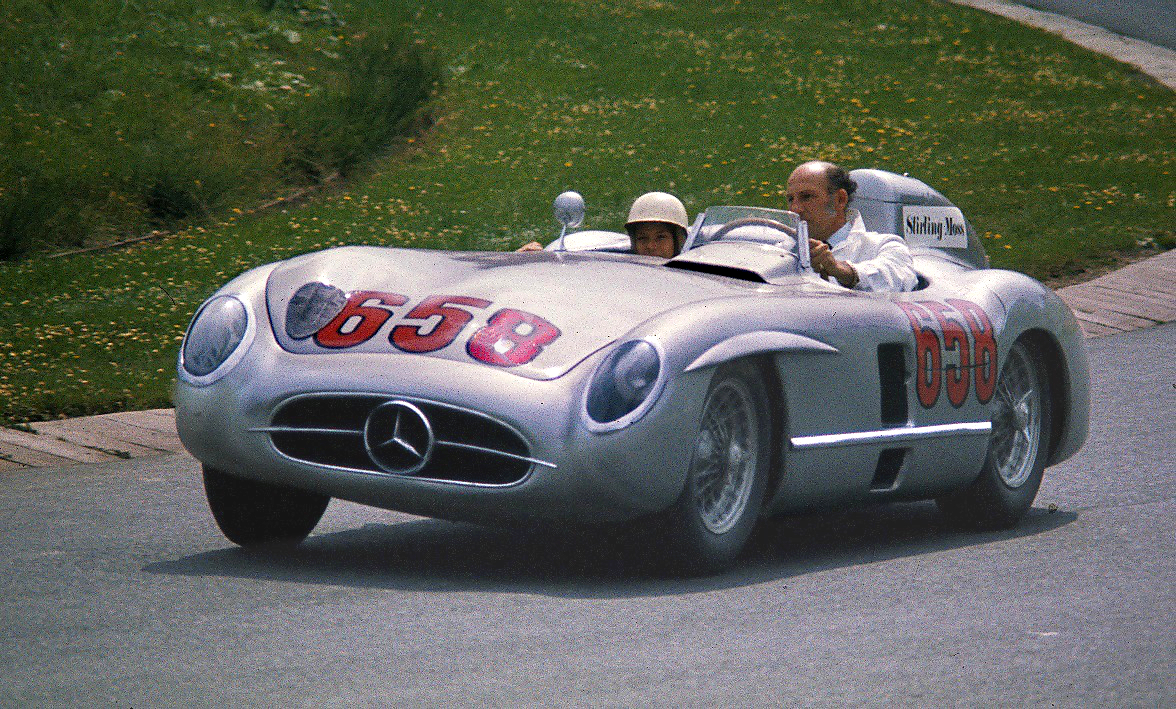
Mercedes-Benz 300 SLR (1955)
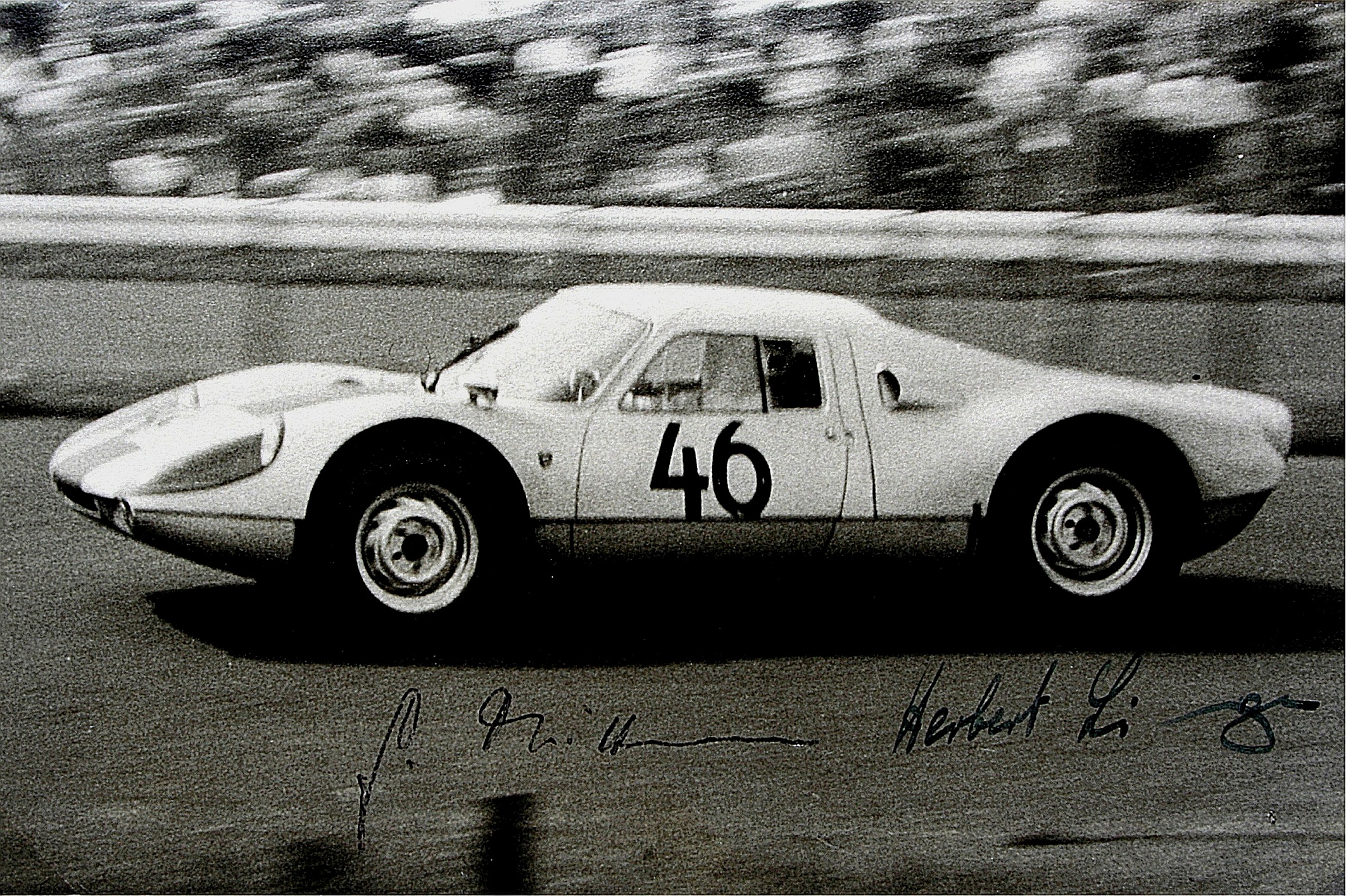
Porsche 904 (1964)
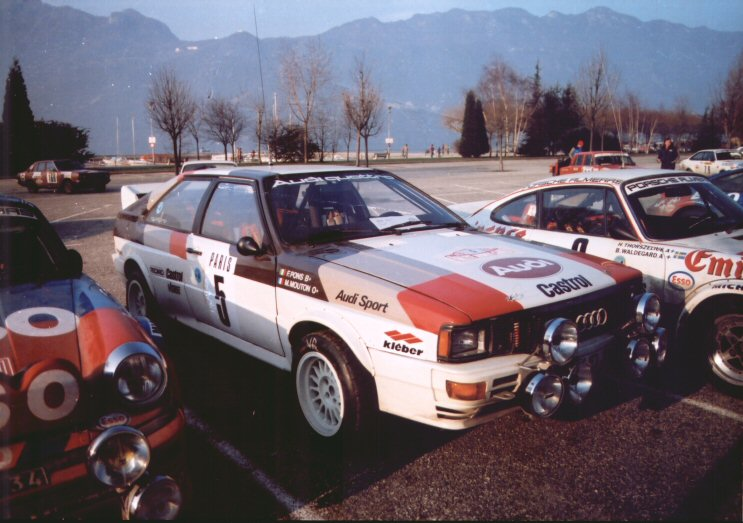
Audi Quattro (1982)
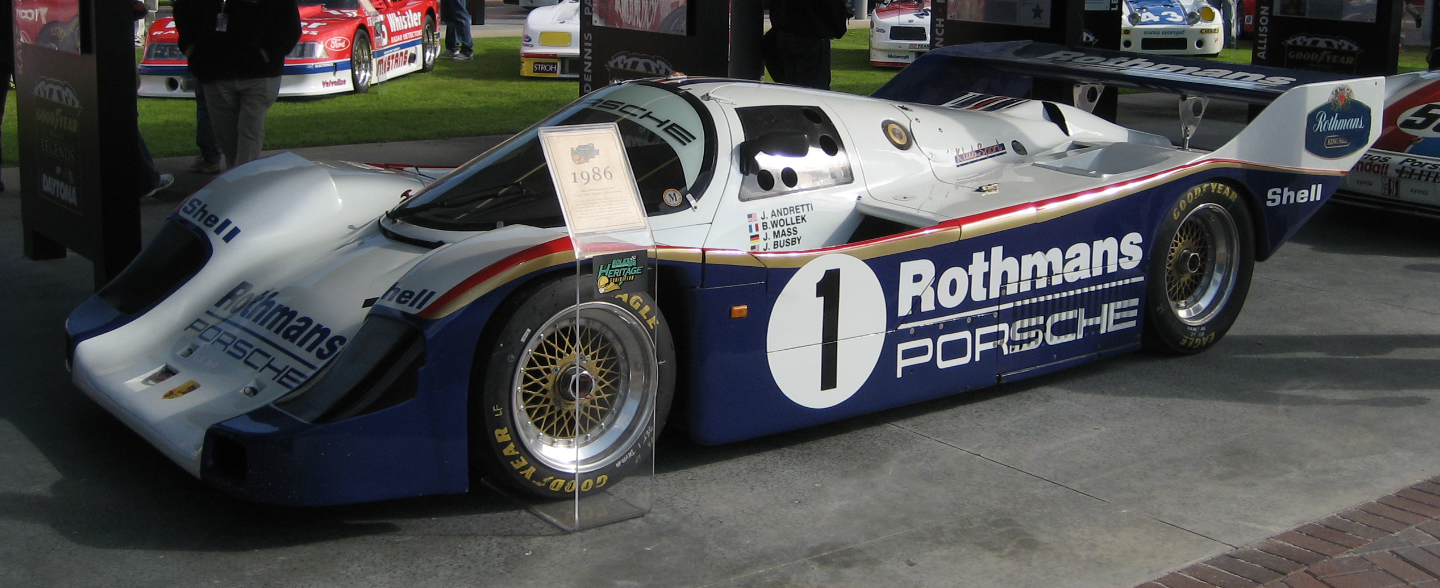
Porsche 962 (1985)
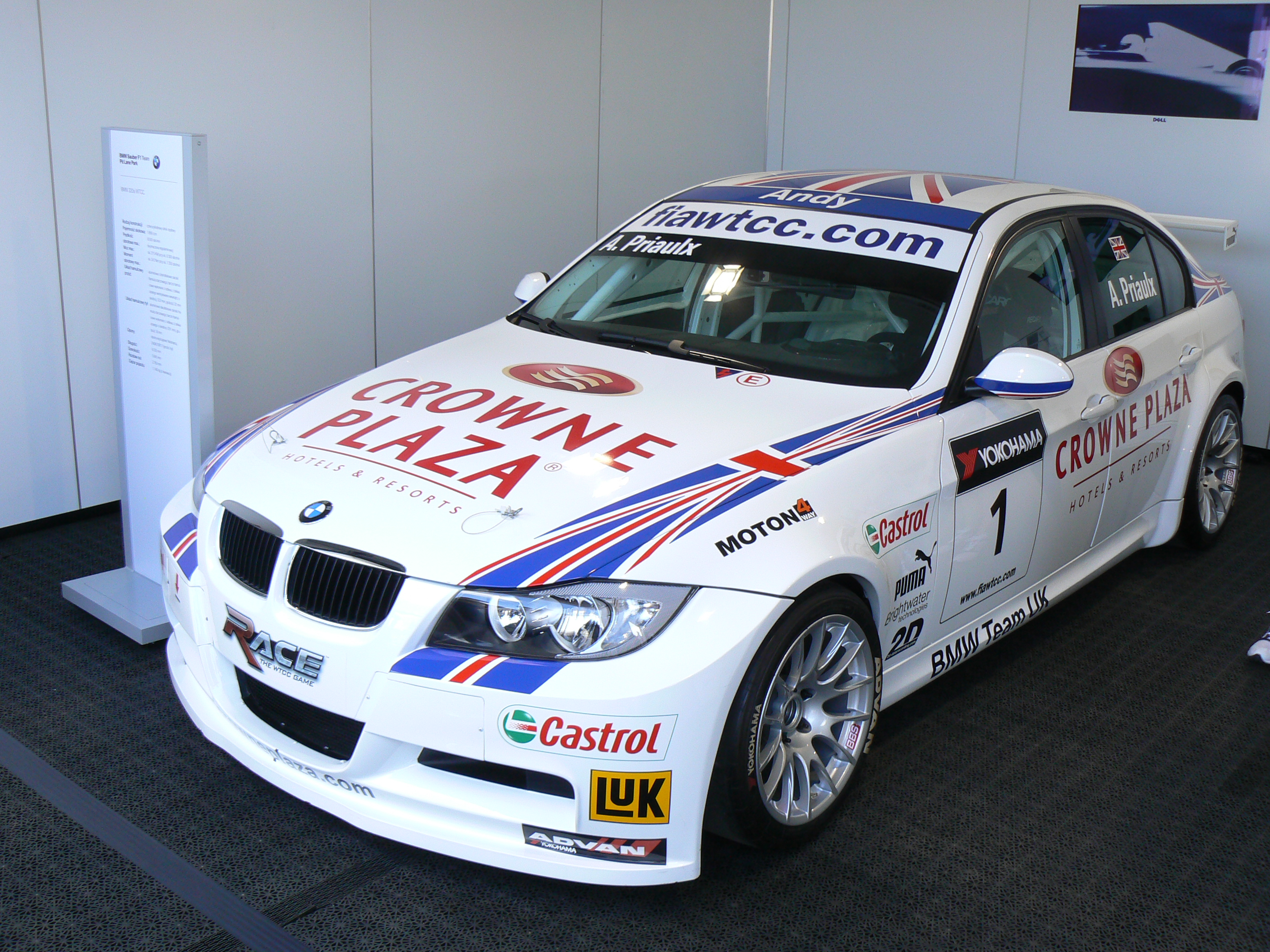
BMW 320si (2006 et 2007)
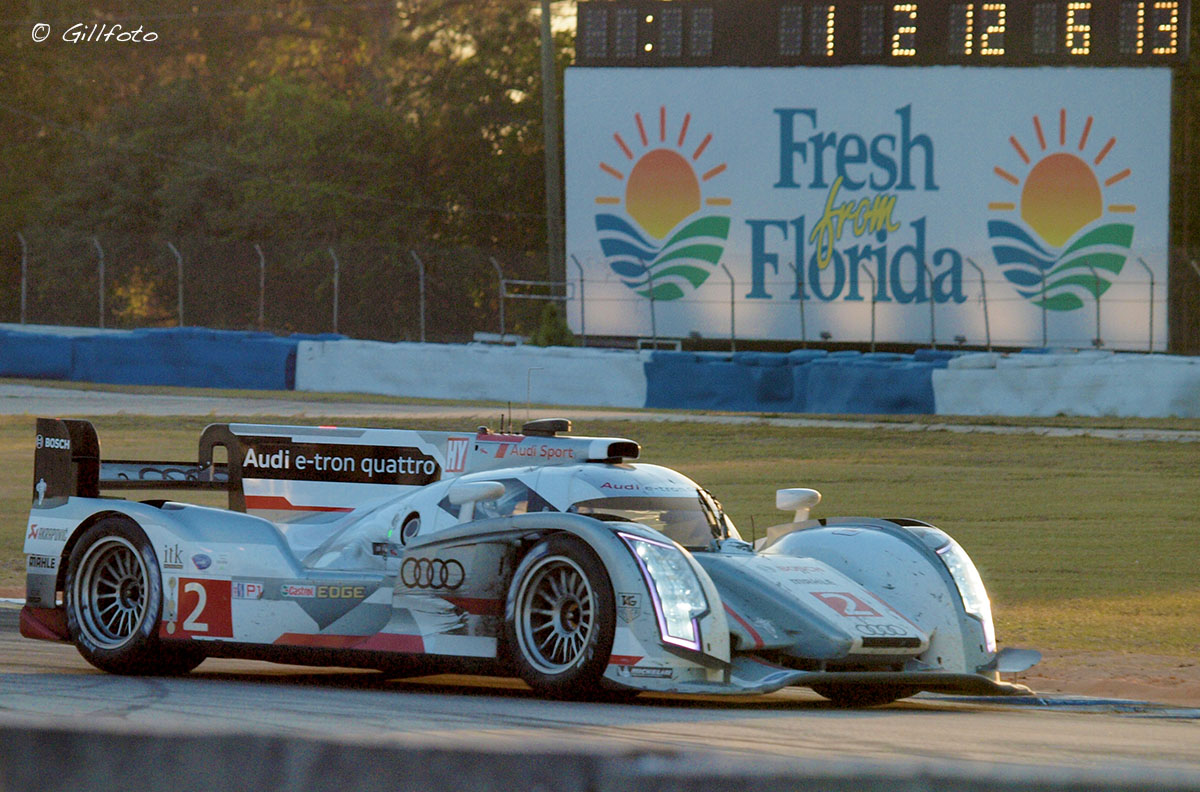
Audi R18 (2012 et 2013)
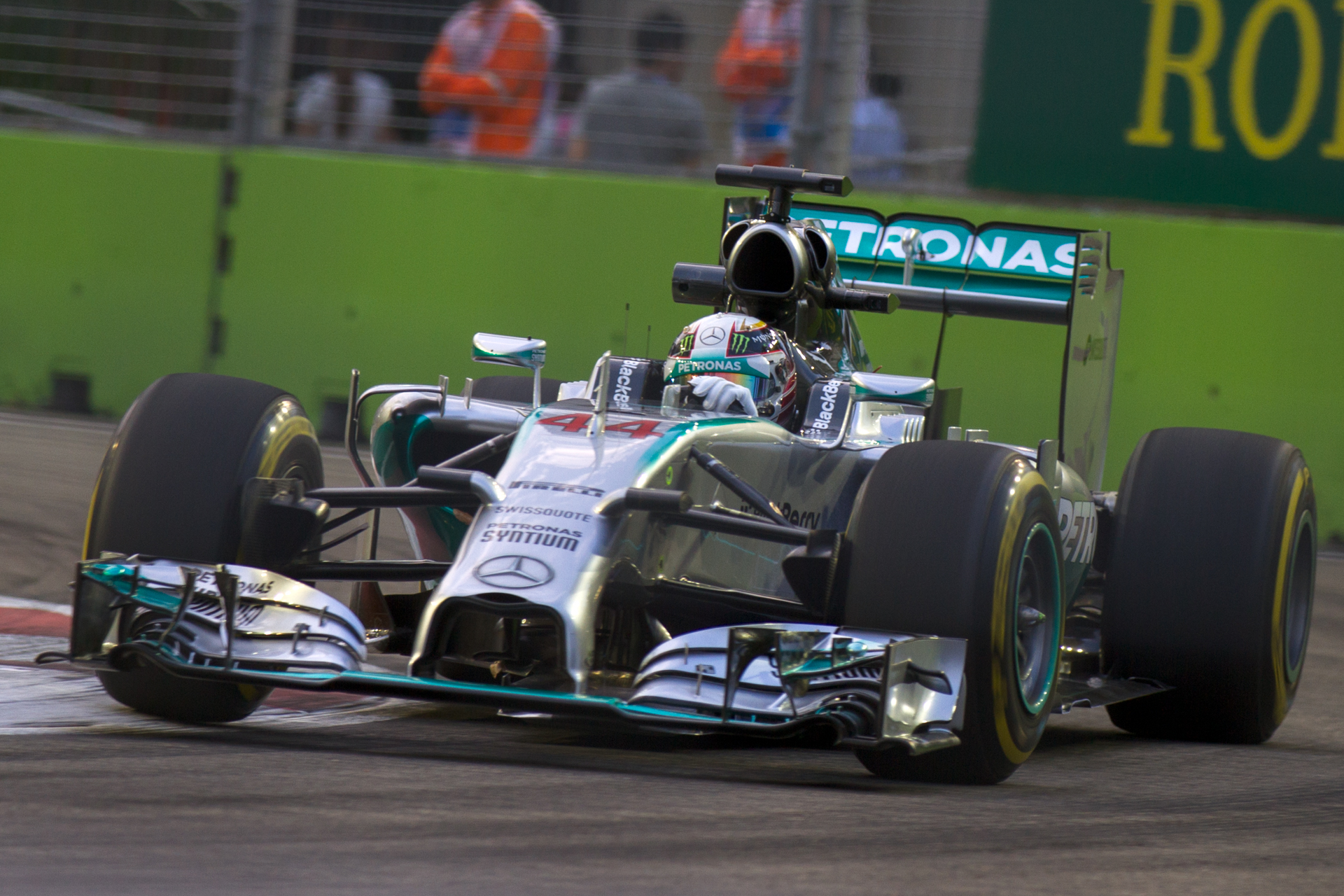
Mercedes AMG F1 W05 (2014)
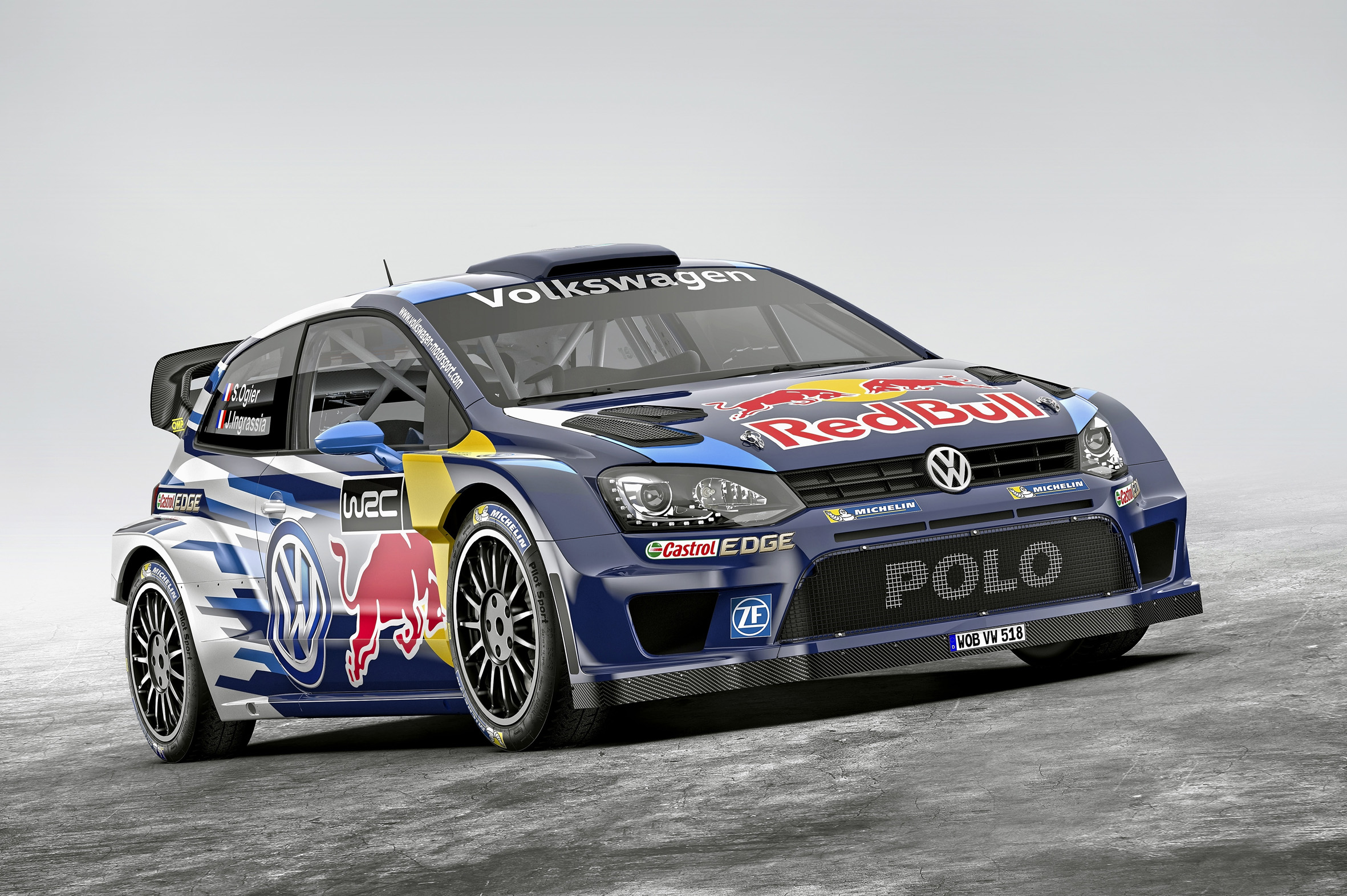
Volkswagen Polo R (2015)
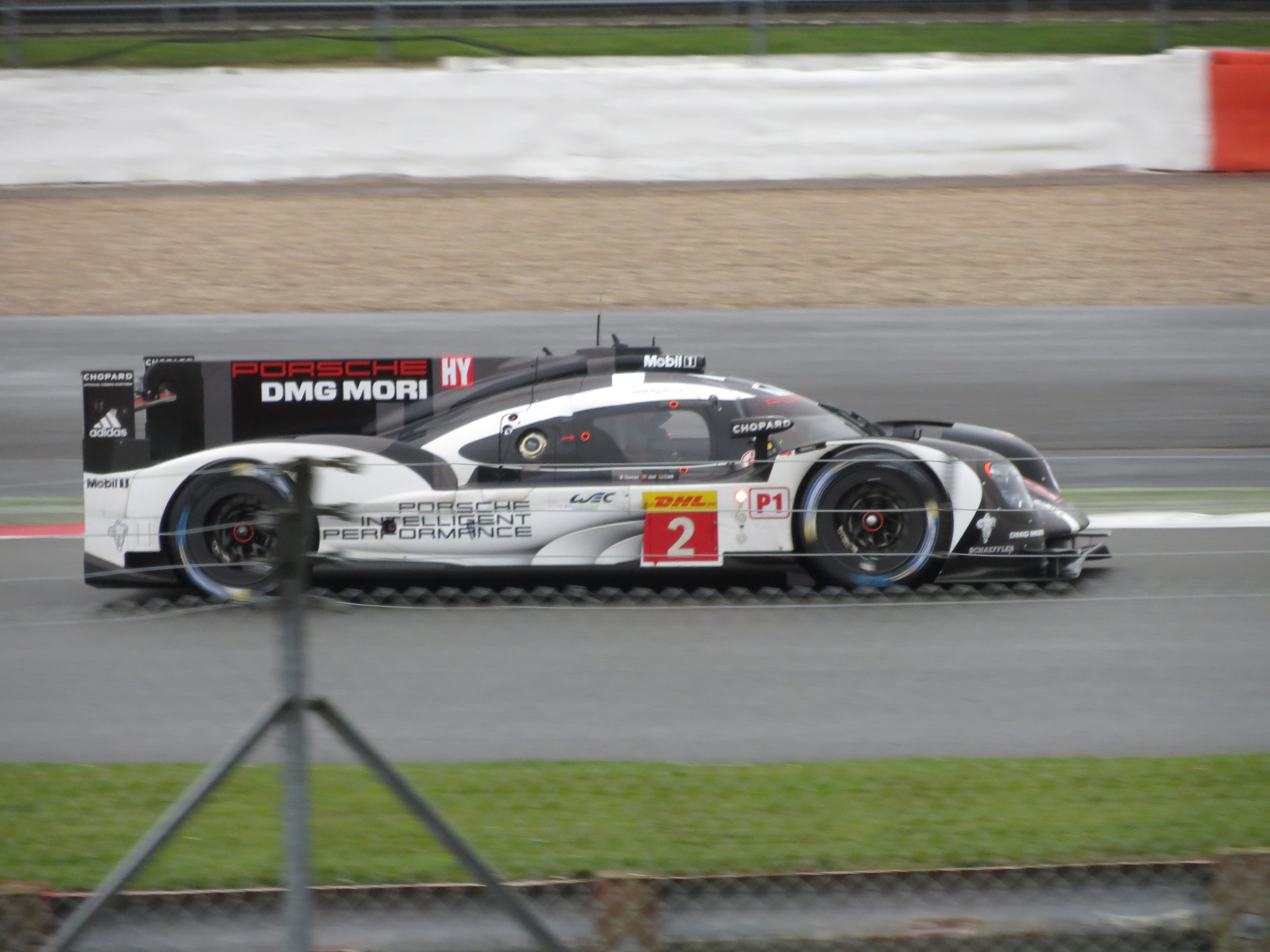
Porsche 919 Hybrid (2015 et 2016)
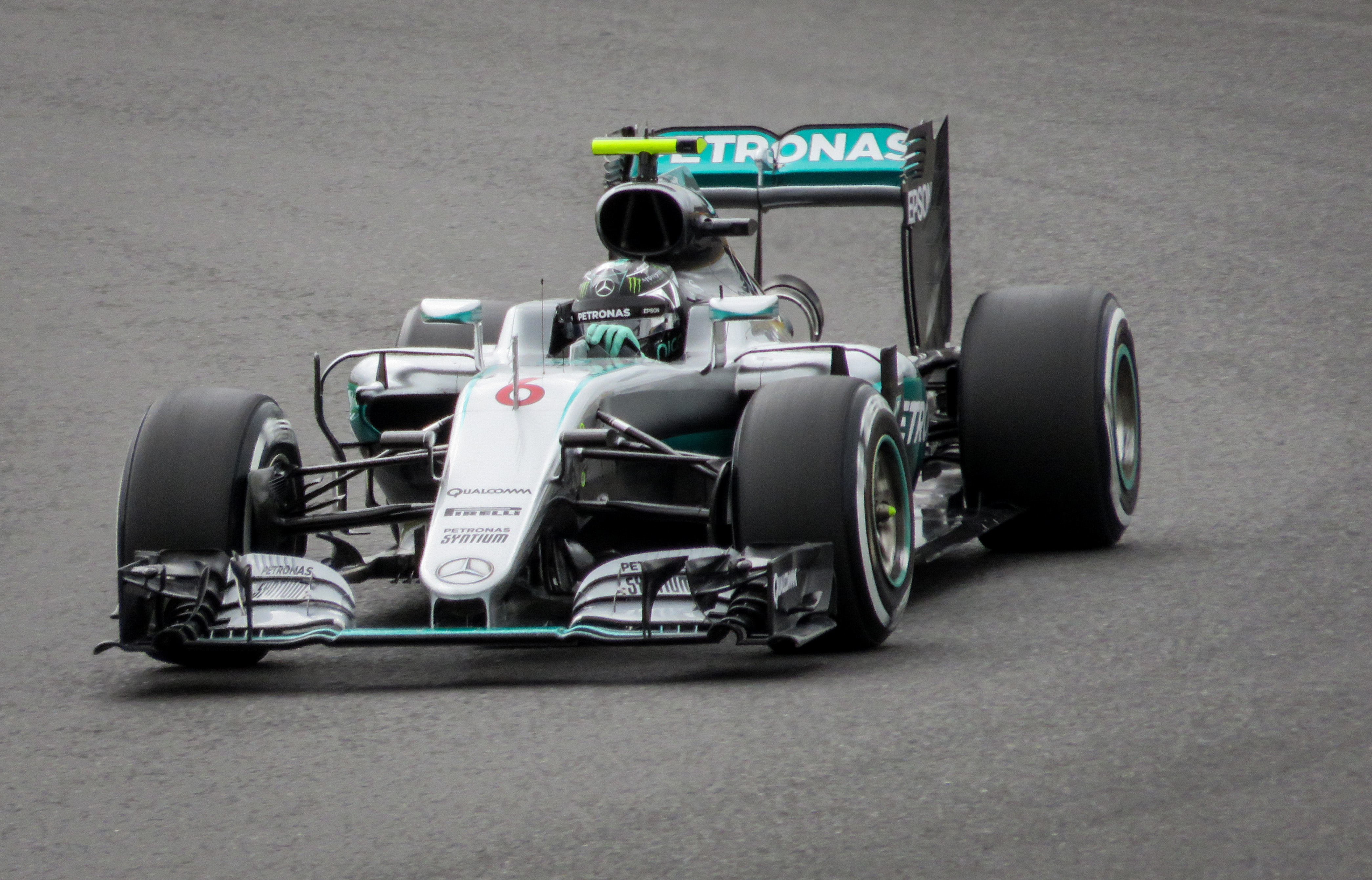
Mercedes AMG F1 W07 Hybrid (2016)
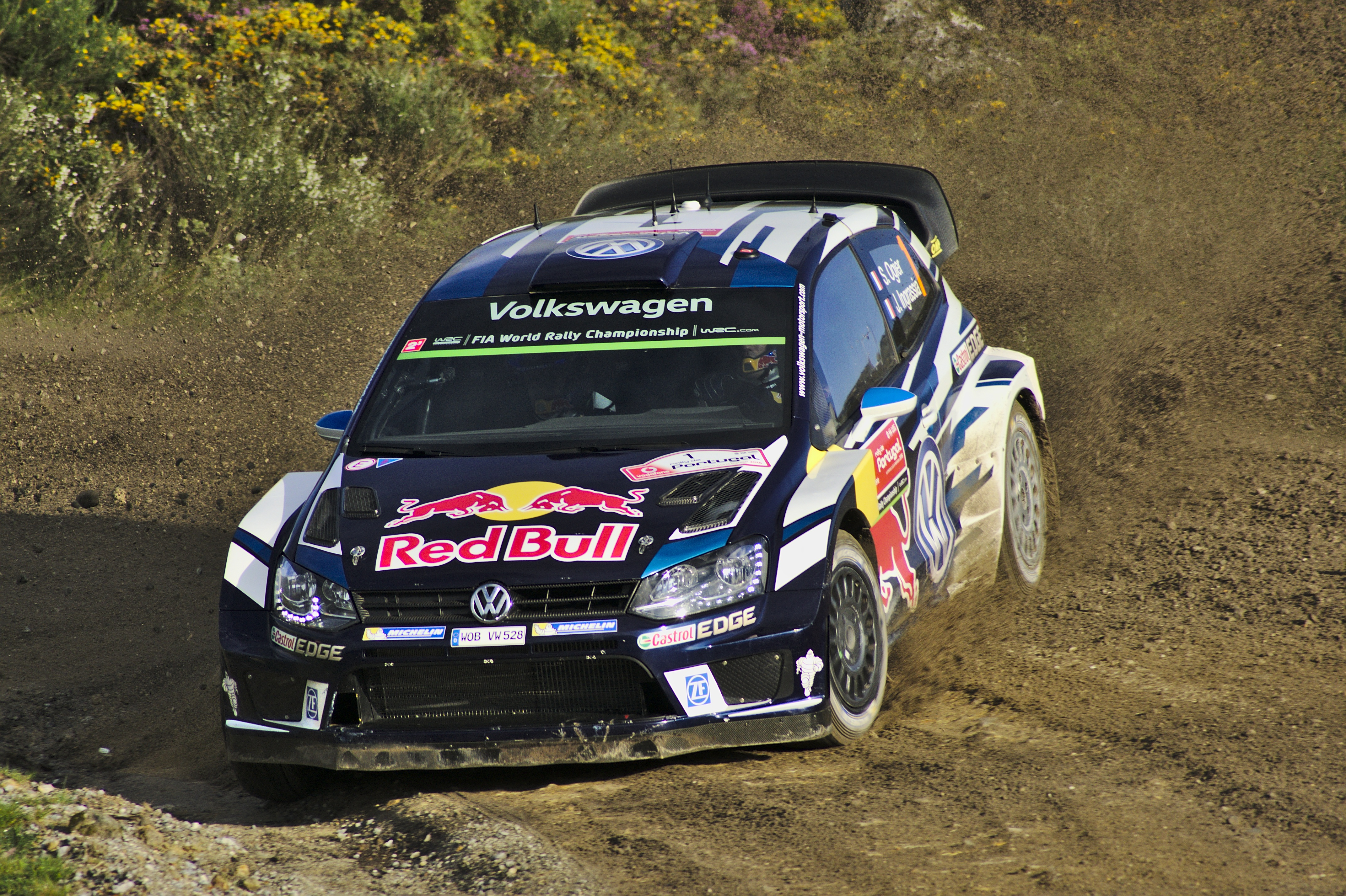
Volkswagen Polo R WRC (2016)
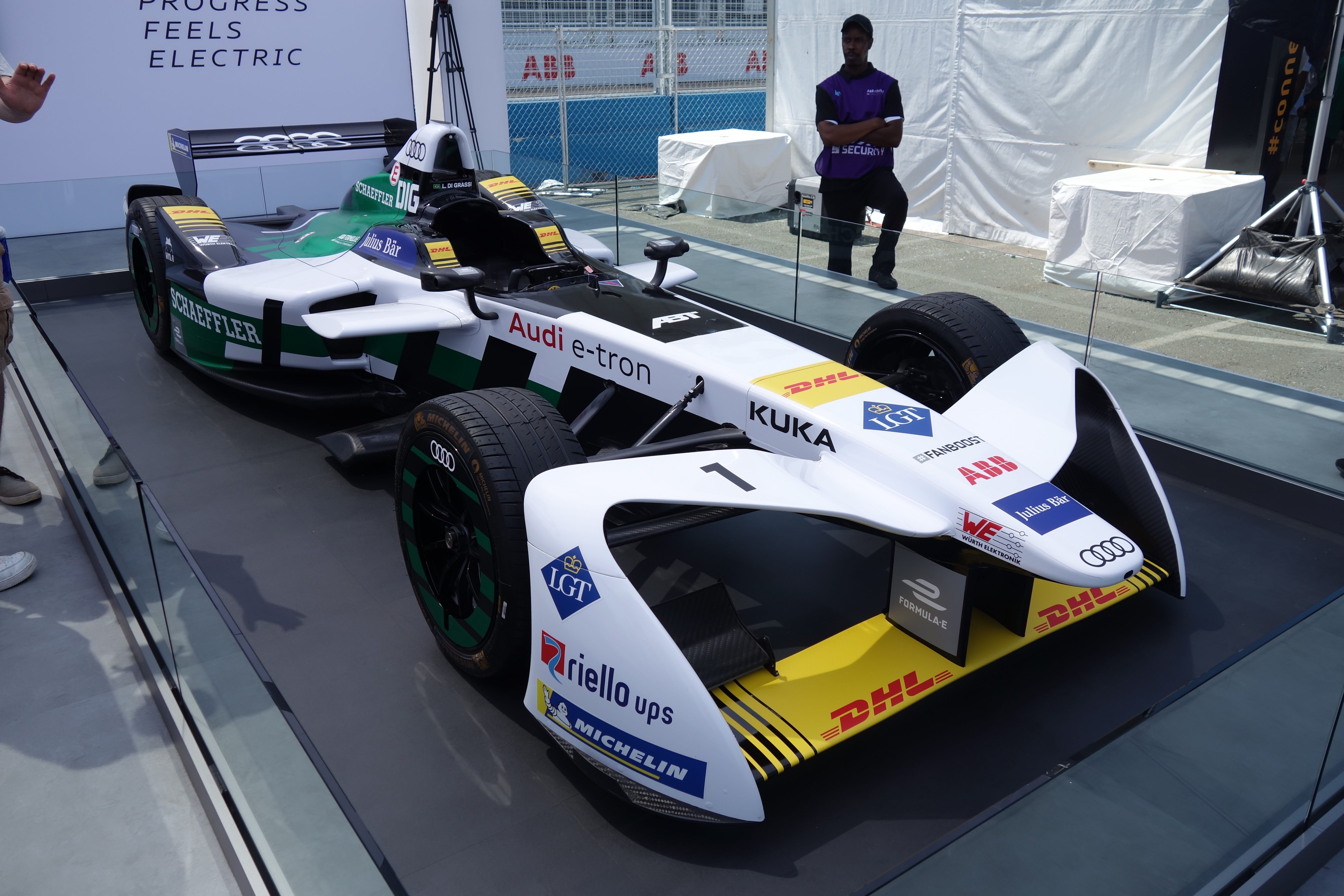
Spark-Audi e-tron FE04 (2018)

- Championnat du monde des voitures de sport
  - Mercedes-Benz : 1 fois, en 1955
  - Porsche : 10 fois, en 1964, 1969, 1970, 1971, 1976, 1978, 1979, 1982, 1983, 1984
- Championnat du monde des rallyes
  - Porsche : 1 fois, en 1970
  - Audi : 2 fois, en 1982, 1984
  - Volkswagen : 4 fois, en 2013, 2014, 2015, 2016
- Championnat du monde des voitures de tourisme
  - BMW : 3 fois, en 2005, 2006, 2007
- Championnat du monde d'endurance
  - Audi : 2 fois, en 2012, 2013
  - Porsche : 2 fois, en 2015, 2016
- Championnat du monde FIA GT1
  - Mercedes-Benz : 1 fois, en 2012
- Championnat du monde Formule 1
  - Mercedes Grand Prix : 7 fois, en 2014, 2015, 2016, 2017, 2018, 2019, 2020
- Championnat du monde de rallycross
  - Volkswagen : 1 fois, en 2017
- Championnat de Formule E FIA
  - Audi Sport : 1 fois, en 2018